# Santa Lucia di Piave

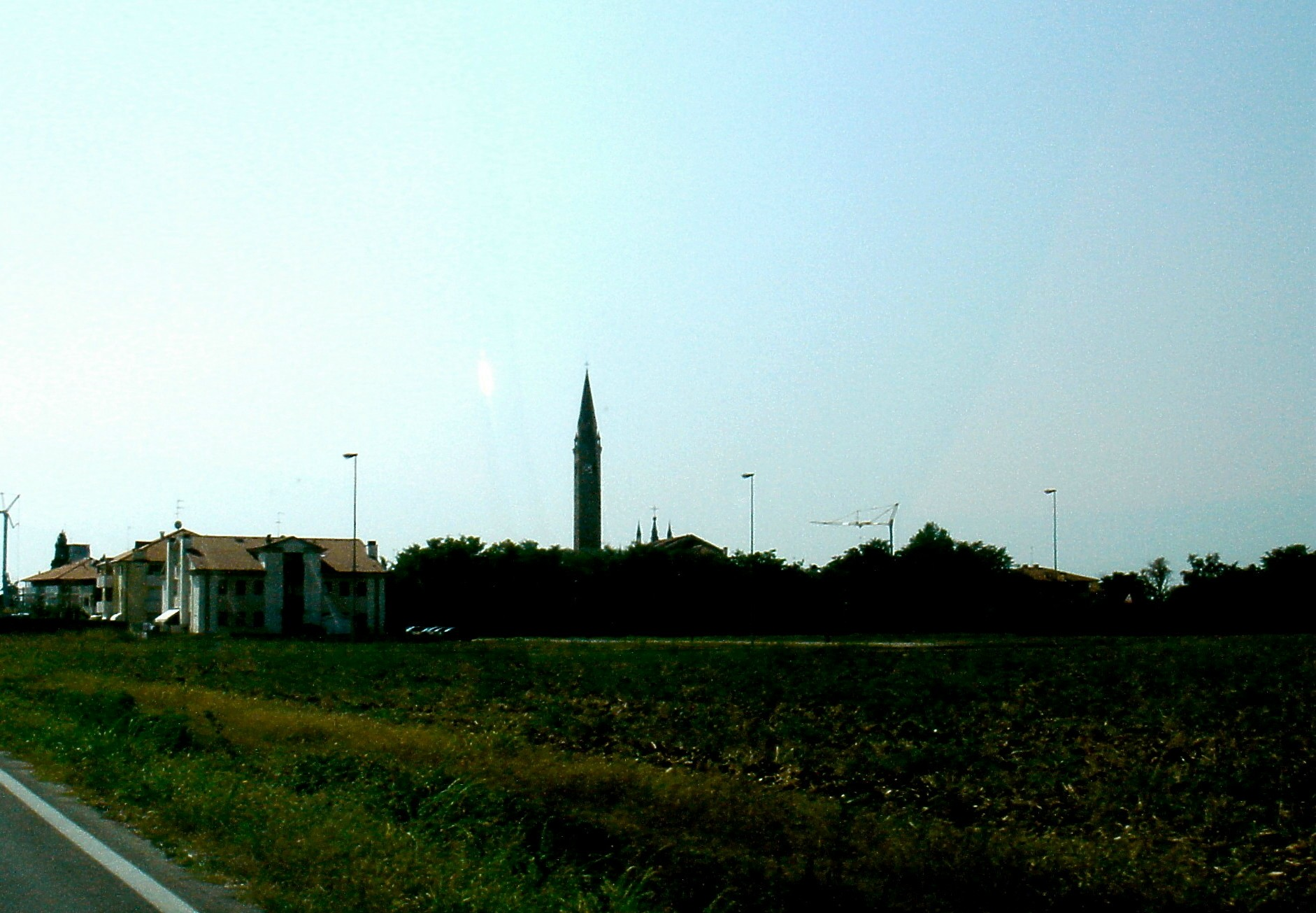
Santa Lucia di Piave in der Dämmerung

Santa Lucia di Piave ist eine  Gemeinde (comune) mit 9133 Einwohnern (Stand 31. Dezember 2023) in der norditalienischen Provinz Treviso und in der Region Venetien. Die Gemeinde liegt etwa 21 Kilometer nordnordöstlich von Treviso zwischen den Flüssen Piave und Monticano.

## Persönlichkeiten
- Mario Zanin (* 1940), Radrennfahrer, Olympiasieger 1964

## Verkehr
Die Bahnstrecke Venezia–Udine führt durch die Gemeinde. Der nächste Bahnhof befindet sich aber in Susegana bzw. in Conegliano.

## Gemeindepartnerschaft
Mit der französischen Gemeinde Castanet-Tolosan besteht seit 2005 und mit der ungarischen Großgemeinde Mogyoród seit 2019 eine Partnerschaft.